# Anolis aequatorialis
Anolis aequatorialis är en ödleart som beskrevs av  Werner 1894. Anolis aequatorialis ingår i släktet anolisar, och familjen Polychrotidae. Inga underarter finns listade i Catalogue of Life.